# Гричманов Олексій Петрович
Олексій Петрович Гричманов (лютий 1896, село Гора Новоржевського повіту Псковської губернії, тепер Бєжаницького району Псковська область, Російська Федерація — розстріляний 25 лютого 1939, місто Москва) — радянський діяч, голова Ленінградського облвиконкому, 1-й заступник народного комісара фінансів СРСР, голова правління Державного банку СРСР. Депутат Верховної Ради СРСР 1-го скликання (у 1937—1938 роках).

## Біографія
Народився в родині службовця в поміщика (дрібного торгівця). У 1906 році закінчив церковноприходську сільську школу в селі Назімово Великолуцкого повіту Псковської губернії. З березня 1909 по червень 1911 року — поденний робітник в маєтку поміщика в селі Фіньково Новоржевського повіту Псковської губернії.
З вересня 1911 по лютий 1915 року — робітник на фабриці типолітографічних фарб АТ «Бергер і Вірт», вантажником на Варшавському вокзалі в Санкт-Петербурзі.
У березні 1915 року призваний в російську армію, з березня по червень 1915 року — учень курсів шоферів в Петрограді.
У липні 1915 — грудні 1917 року — солдат, шофер частин російської армії на Північному і Румунському фронтах. Учасник Першої світової війни. Вів революційну пропаганду, у 1917 році обирався членом солдатських комітетів, делегатом армійського з'їзду.
Член РСДРП(б) з листопада 1917 року.
У січні — травні 1918 року — шофер-червоногвардієць на Південному фронті, брав участь у встановленні радянської влади в Одесі і Севастополі. З червня 1918 по грудень 1920 року — комісар Оренбурзького укріпрайону, начальник політичного відділу 23-ї бригади РСЧА на Східному фронті. З грудня 1920 по травень 1922 року — начальник політичного відділу і помічник командира 27-ї Омської стрілецької дивізії та військовий комісар армійської групи в Поволжі. Також був членом колегії губернської Надзвичайної комісії по боротьбі з контрреволюцією і саботажем (ЧК) в Оренбурзі.
З червня 1922 по листопад 1924 року — начальник агітаційно-пропагандистського відділу Політичного управління Західного фронту, комісар 4-го і 5-го стрілецьких корпусів Західного фронту.
У грудні 1924 — серпні 1925 року — заступник начальника організаційного відділу Політичного управління РСЧА в Москві.
З вересня 1925 по червень 1927 року — слухач курсів марксизму при Комуністичній академії при ЦВК СРСР в Москві.
У липні 1927 — квітні 1928 року — начальник організаційно-розподільного відділу і помічник начальника Політичного управління РСЧА в Москві.
У травні — грудні 1928 року — тимчасовий виконувач обов'язків начальника політичного управління і члена РВР Українського військового округу в місті Харкові.
З січня 1929 по грудень 1930 року — відповідальний працівник ЦКК ВКП(б)—НК РСІ СРСР в групі ліквідації округів. Був також головою комісії з ліквідації повстання в Каракалпакії. З січня 1931 по лютий 1932 року — заступник завідувача відділу адміністративно-господарських і профспілкових кадрів ЦК ВКП(б).
У лютому 1932 — липні 1933 року — 2-й секретар Далекосхідного крайового комітету ВКП(б).
У вересні 1933 — січні 1935 року — начальник політичного сектора МТС і заступник завідувача Середньоволзького крайового земельного управління в Самарі.
У березні — липні 1935 року — заступник завідувача сільськогосподарського відділу ЦК ВКП(б). У липні 1935 — лютому 1936 року — заступник завідувача промислового відділу ЦК ВКП(б).
17 лютого 1936 — 2 вересня 1937 року — голова виконавчого комітету Ленінградської обласної ради.
З серпня 1937 по січень 1938 року — 1-й заступник народного комісара фінансів СРСР. Одночасно, з 13 вересня 1937 по 16 липня 1938 року — голова правління Державного банку СРСР. Першим з голів правління був введений до складу РНК СССР в статусі наркома.
16 липня 1938 року заарештований органами НКВС СРСР у Москві. 25 лютого 1939 року Військовою колегією Верховного суду СРСР за звинуваченням в «участі в контрреволюційній терористичній організації» засуджений до розстрілу. Розстріляний того ж дня; похований на Донському кладовищі Москви.
Реабілітований 20 жовтня 1956 року визначенням Військової колегії Верховного суду СРСР